# Furusato
Furusato (故郷?) es una popular canción infantil japonesa compuesta por Teiichi Okano y escrita por Tatsuyuki Takano en 1914.

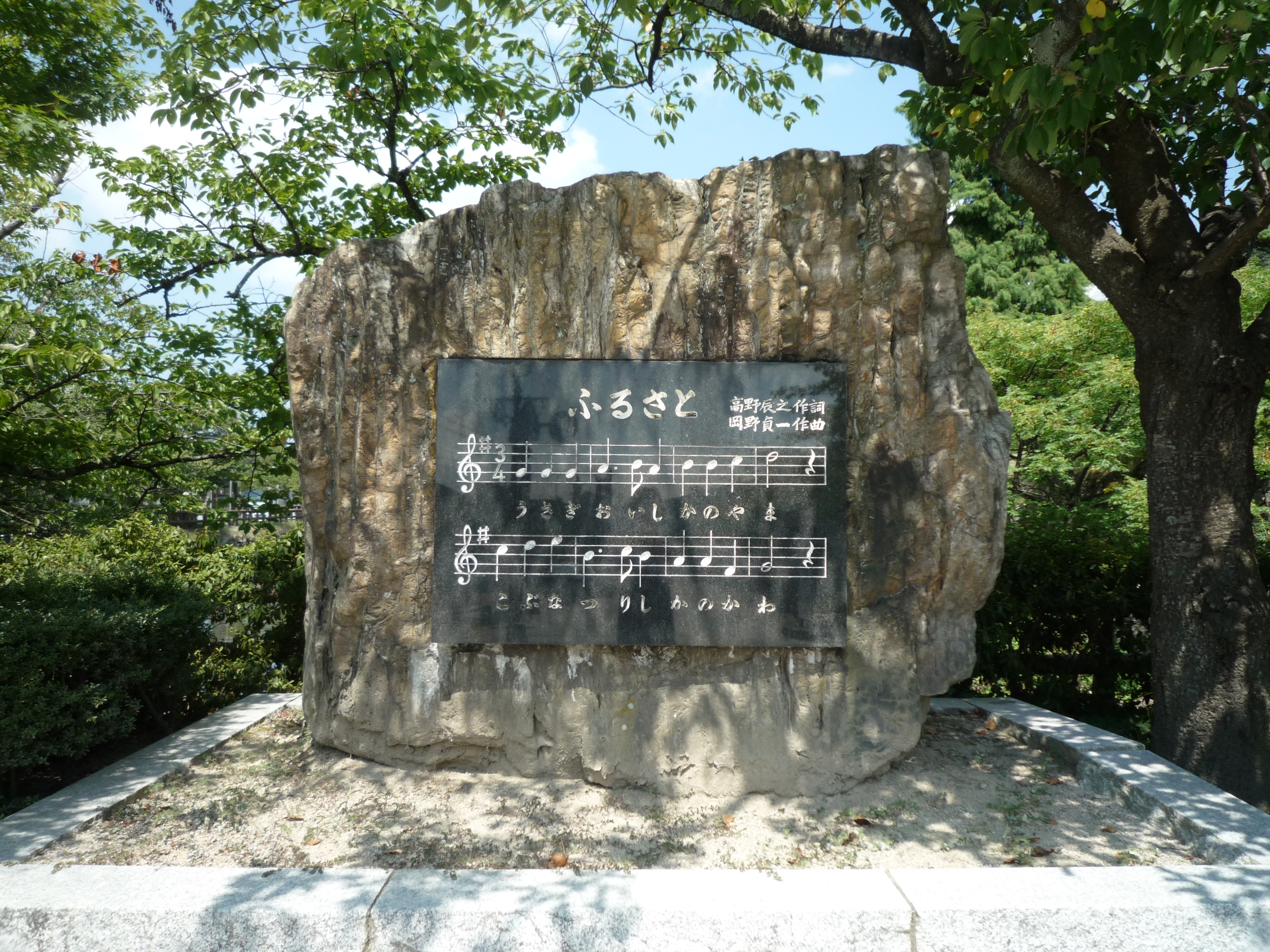
Monumento a la canción Furusato en la prefectura de Tottori.

Aunque la palabra japonesa furusato equivale a "tierra de origen", "pueblo natal" o "el hogar ancestral" y la ciudad natal de Takano era Nakano (en la prefectura de Nagano) la letra no parece hacer referencia a ningún sitio en particular. En lugar de ello, el protagonista de la canción es una persona que trabaja lejos de su tierra natal y expresa su nostalgia por los montes y ríos de su lugar de origen.
El gobierno japonés la incluyó entre las canciones a ser enseñadas dentro del sistema educativo público y ha sido recogida recientemente en la recopilación de canciones populares conocida como Nihon no Uta Hyakusen.
Hasta la década de 1970 los nombres de los autores eran desconocidos, pero desde 1992 los nombres de Teiichi Okano y Tatsuyuki Takano aparecen impresos en la canción en los libros escolares de música.
Fue interpretada en la ceremonia de clausura de los Juegos olímpicos de invierno de 1998 de Nagano por Anri y, en el año 2014, para conmemorar el centésimo aniversario de la canción, fue interpretada por un coro infantil con acompañamiento orquestal en el Saito Kinen Festival Matsumoto (conocido desde el año 2015 como Seiji Ozawa Matsumoto Festival, OMF) en Nagano dirigidos por Seiji Ozawa.
En 2014 el grupo de crossover clásico Il Divo, también la versionó durante los conciertos en su gira por Japón y la publicó en su álbum «Live in Japan», lanzado el 1 de diciembre de 2014.

## Letra
| Kanji | Hiragana | Rōmaji | Traducción |
| --- | --- | --- | --- |
| 兎追いし 彼の山 小鮒釣りし 彼の川 夢は今も 巡りて 忘れ難き 故郷 如何にいます 父母 恙無しや 友がき 雨に風に つけても 思ひ出づる 故郷 志を 果たして いつの日にか 帰らん 山は靑き 故郷 水は淸き 故郷 | うさぎおいし かのやま こぶなつりし かのかわ ゆめはいまも めぐりて わすれがたき ふるさと いかにいます ちちはは つつがなしや ともがき あめにかぜに つけても おもひいづる ふるさと こころざしを はたして いつのひにか かえらん やまはあおき ふるさと みずはきよき ふるさと | usagi oishi ka no yama ko-buna tsurishi ka no kawa yume wa ima mo megurite wasuregataki furusato ika ni imasu chichi haha tsutsuganashi ya tomogaki ame ni, kaze ni tsukete mo omoi izuru furusato kokorozashi o hata shite itsu no hi ni ka kaeran yama wa aoki furusato mizu wa kiyoki furusato | Perseguía conejos en aquella montaña. Pescaba pececillos en aquel río. Aún hoy retornan aquellos sueños. No puedo olvidar mi pueblo natal. Padre, madre, ¿se encuentran bien? ¿Estarán bien mis viejos amigos? Hasta cuando la lluvia cae y el viento sopla, afloran los recuerdos de mi pueblo natal. Algún día, cuando haya hecho realidad mis sueños, volveré. Donde las montañas son verdes, a mi pueblo natal. Donde las aguas son claras, a mi pueblo natal. |